# Poelenburg (Zaandam)
Poelenburg is een wijk in het oosten van de Nederlandse stad Zaandam, de hoofdplaats van de Noord-Hollandse gemeente Zaanstad. Poelenburg bleek in 2009 te zijn vermeld op een door het (toenmalige) ministerie van VROM opgestelde lijst van Nederlandse probleemwijken.

## Demografie
Poelenburg is een wijk met een groot aandeel inwoners met een migratieachtergrond. Met name in de oostelijk gelegen buurten met hoogbouw concentreren zich mensen met een niet-westerse achtergrond. Uit cijfers van de gemeente blijkt dat in 2016 Turken de grootste bevolkingsgroep (34%) vormen, Nederlanders vormen 29% van de bevolking.

## Geschiedenis
In de 20e eeuw werd Zaandam een overloopgebied van Amsterdam. Aan de zijden van de Zaan is daardoor een flinke stedelijke ontwikkeling ontstaan. Daarnaast was Zaandam nog steeds een grote industriestad. Grote bedrijven als Verkade, Bruynzeel en Eurometaal hadden hun fabrieken in Zaandam gevestigd. Voor de werknemers van deze fabrieken was in Zaandam weinig woongelegenheid. De stad groeide in eerste instantie langs de spoorwegen en vulde zich tot aan de Zaan. Buurten als de Rosmolenbuurt en Vissershop ontstonden. Ook de wegenstructuur groeide mee. Het netwerk werd verder uitgebreid met onder andere de aanleg van de A8 en de Coentunnel.
Door de druk vanuit deze industrie is vroeg in de jaren '60 het plangebied tussen de Gouw en de A8 ontwikkeld. De wijk Poelenburg is daar onderdeel van. Poelenburg werd beschouwd als een moderne en geslaagde stadsuitbreiding.

### Hoodvlogs
In 2016 kwam de wijk negatief in het nieuws. In de zomer van dat jaar startte vlogger Ismail Ilgun met zijn 'Hoodvlogs'. In zijn YouTube-video's was te zien hoe hij en andere jongeren uit de wijk rondhingen voor een lokale supermarkt en daar overlast veroorzaakten. In een van deze vlogs was te zien hoe een klant van de supermarkt werd geslagen, in een aantal andere video was respectarm gedrag te zien jegens politieagenten. De landelijke aandacht die dit opleverde leidde tot een actieplan om de problematiek in Poelenburg en de aangrenzende wijk Peldersveld opnieuw aan te pakken.

## Naam
Vanaf het jaar 1614 verrezen talloze houtzaagmolens in de buurt van Zaandam. De Uitgeester Cornelis Corneliszoon had tien jaar eerder ontdekt hoe men met een krukas een zaagraam op en neer kon bewegen. Op deze manier was het mogelijk om veel sneller planken te zagen. In Zaandam was er nog een over, de paltrokmolen De Gekroonde Poelenburg.
In 1963 werd ze overgeplaatst naar de Zaanse Schans. Op de oude plek verrees een nieuwe wijk die de naam Poelenburg kreeg, vernoemd naar de molen. Ook de doorgaande weg in de wijk heeft deze naam gekregen en het buurthuis bij de wijk heet De Poeleburcht.

### Straatnamen
- Sommige straatnamen in Poelenburg zijn vernoemd naar een onderwijzer of naar een plantkundige.

| Persoon                                                  | Straatnaam                        |
| -------------------------------------------------------- | --------------------------------- |
| Jacobus Pieter Thijsse (Jac. P. Thijsse), (1865-1945)    | Thijssestraat en Thijssehof       |
| Rembert Dodoens (Rembert Dodonaeus), (1517 of 1518-1585) | Dodonaeusstraat en Dodonaeuslaan  |
| Eli Heimans (1861-1914)                                  | E. Heimansstraat en E. Heimanshof |
| Carolus Clusius (1526-1609)                              | Clusiusstraat en Clusiushof       |
| Willem Frederik Reinier Suringar (1832-1898)             | Suringarstraat                    |
| Jasper Jaspers jr. (1526-1609)                           | Jasperstraat en Jasperhof         |
| Hein Willem Heinsius (1863-1939)                         | Heinsiusstraat                    |
| Mathias de Lobel (Lobelius), (1538-1616)                 | Lobeliusstraat en Lobeliuslaan    |
| Hugo de Vries (1848-1935)                                | Professor Hugo de Vriesstraat     |
| Abraham Willem Kloos (1880-1952)                         | Abraham Kloosstraat               |
| Willem Hendrik Wachter (1882-1946)                       | Wachterstraat en Wachterhof       |
| Hendrik Heukels (1854-1936)                              | Heukelsstraat                     |
| Carl Linnaeus (1707-1778)                                | Linnaeusstraat                    |